# Kronenburgerpark
Het Kronenburgerpark is een park in het centrum van de Nederlandse stad Nijmegen. Het ligt dicht bij het station en de Lange Hezelstraat. 
Op de plek waar het park uitkomt op de Parkweg, staan nog de resten van de middeleeuwse omwalling met de Kruittoren.

## Geschiedenis

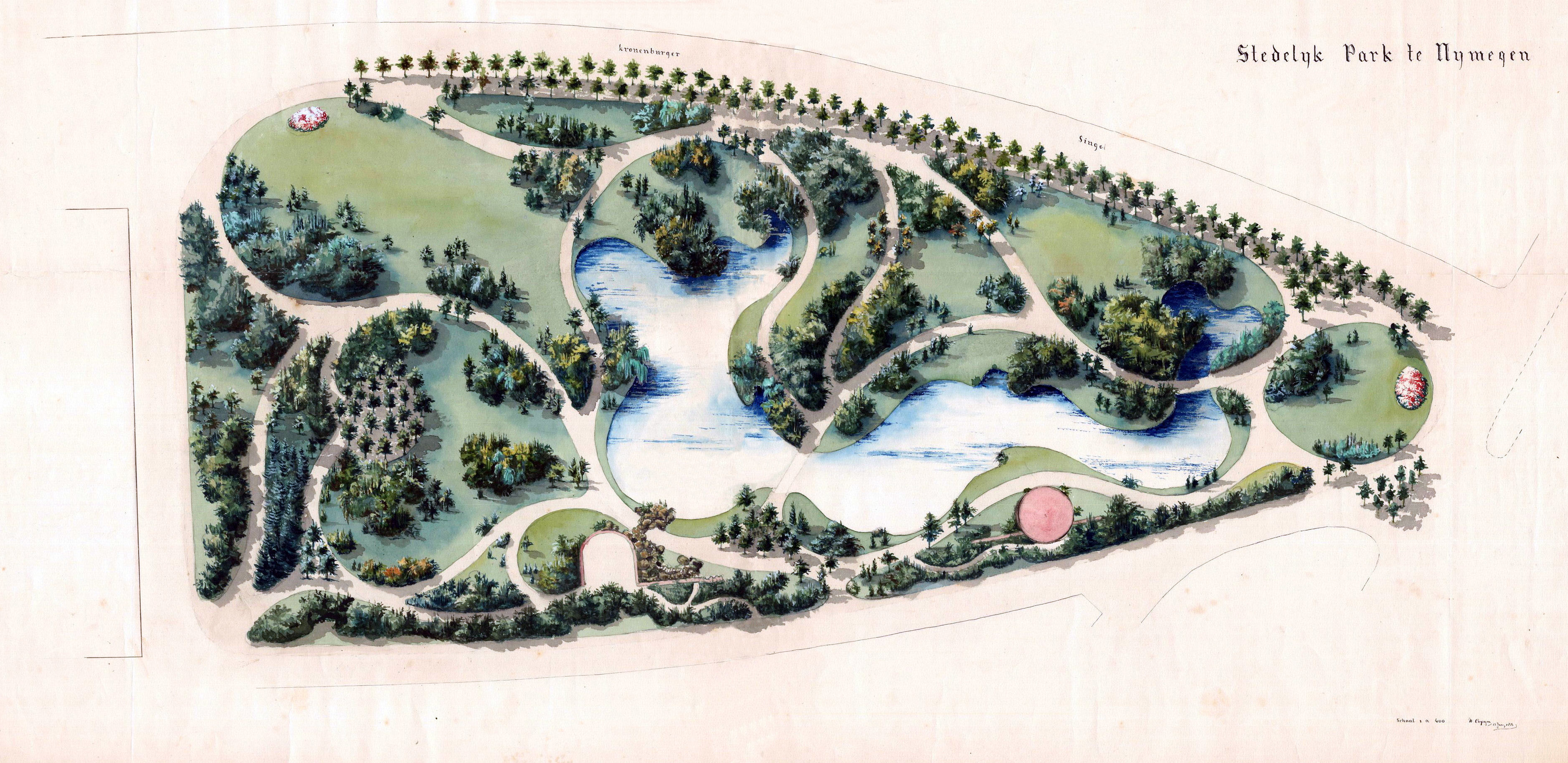
Ontwerp Copijn 1880.

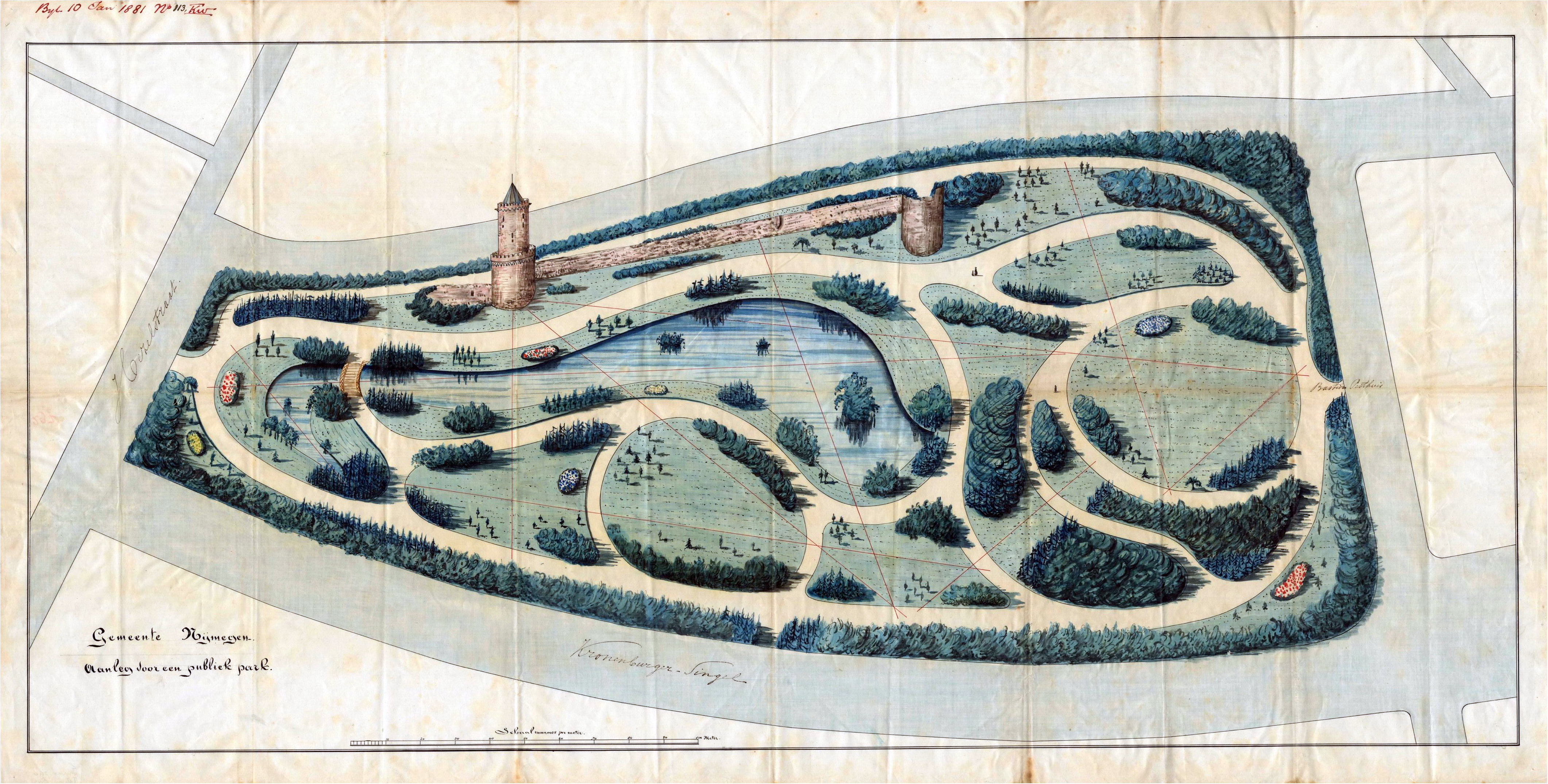
Ontwerp Rosseels 1880.

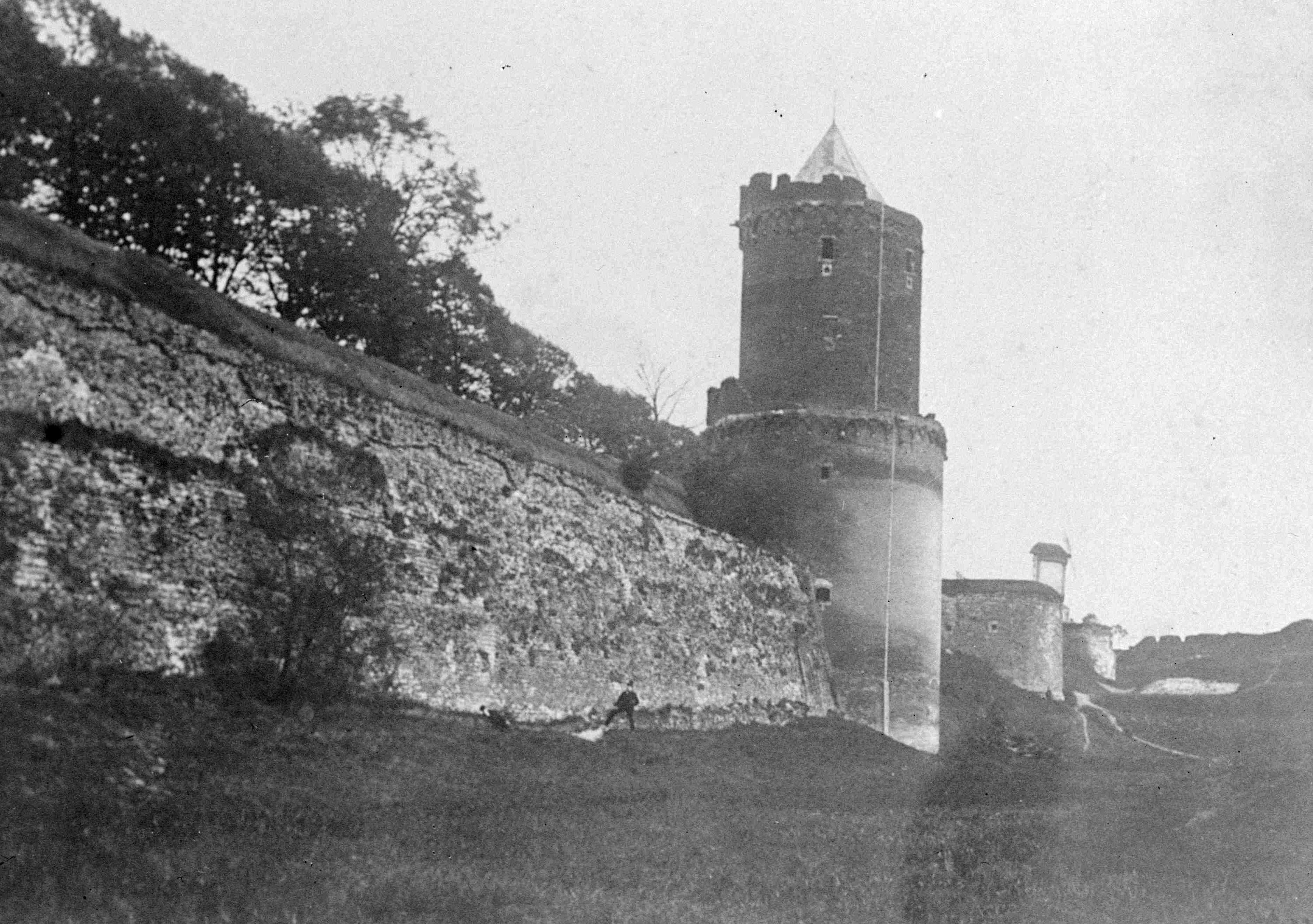
De stadsmuur met daarin de Kruittoren en op de achtergrond het Rondeel de Roomse Voet en de Polmolen of Sint Jacobsmolen 1875

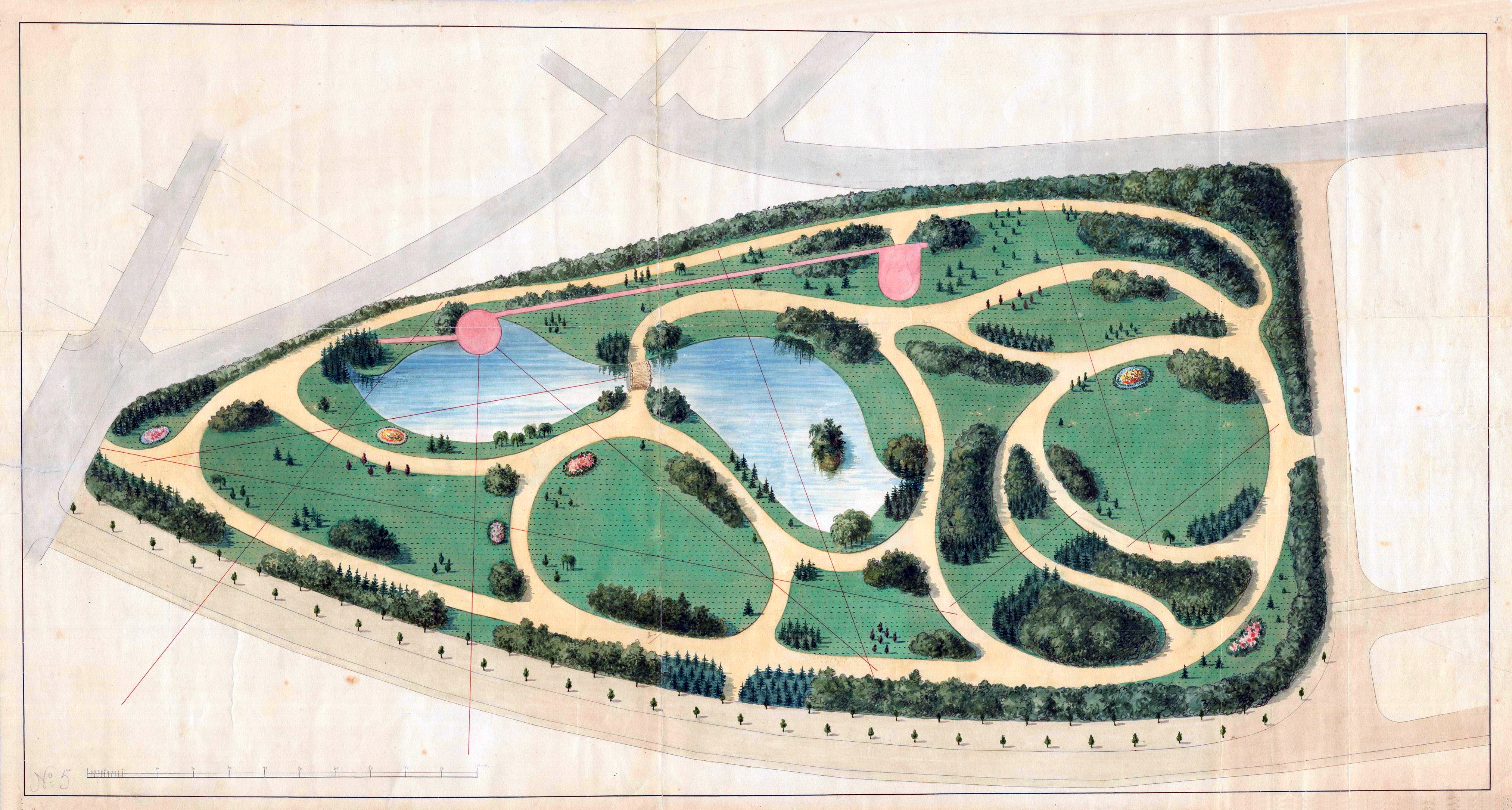
Definitief ontwerp Lievin Rosseels 1880

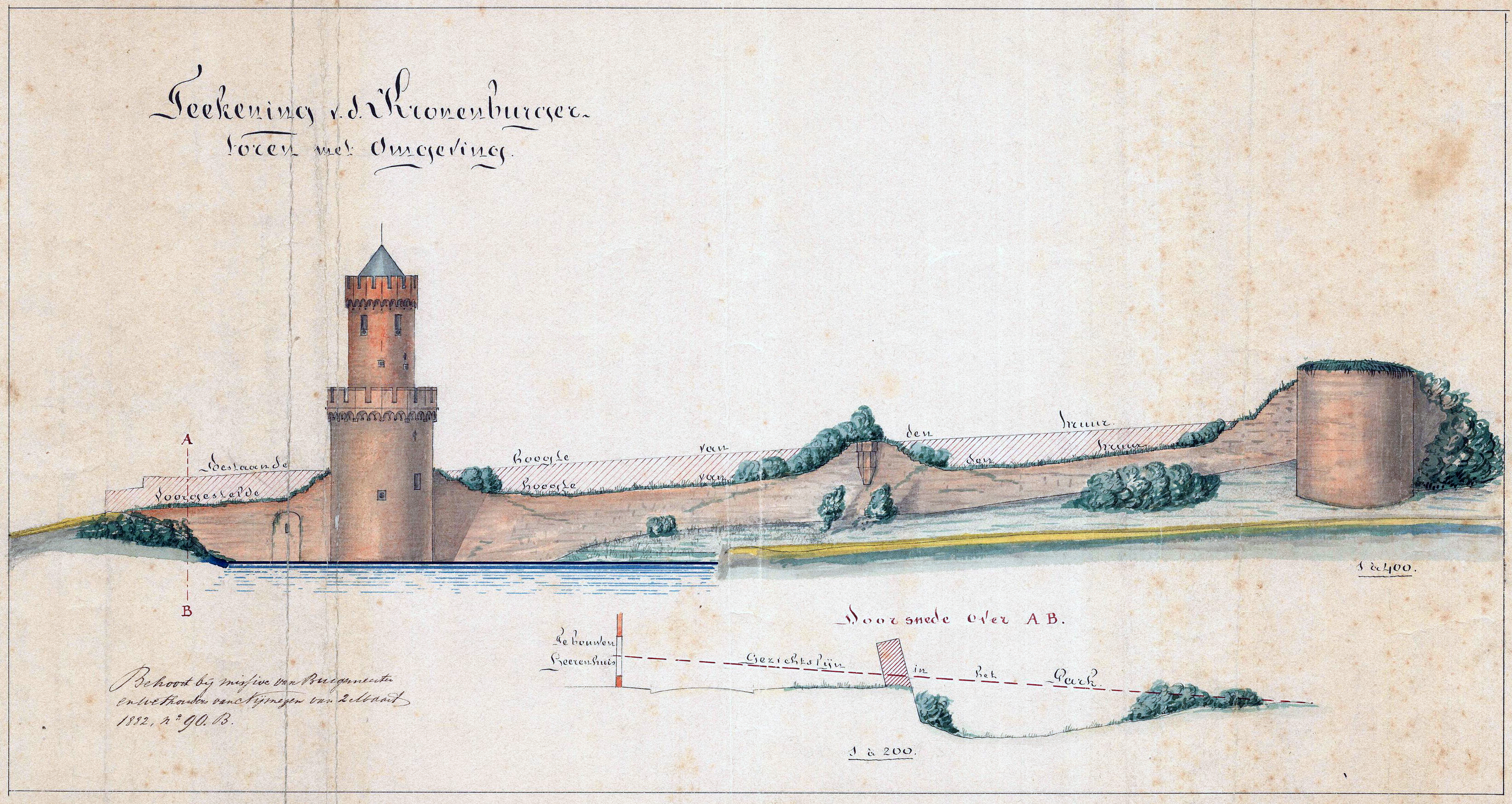
Tekening met voorstel van een plan tot gedeeltelijke afbraak van de oude walmuur naast het Kronenburgerpark 1882

Nadat Nijmegen bij de Vestingwet (1874) de status van vestingstad had verloren, startte in 1876 de sloop van de vestingwerken en werden plannen gemaakt voor de Uitleg oftewel uitbreiding van de stad. In 1880 presenteerde de Utrechtse tuinarchitect Hendrik Copijn zijn plan voor een stadspark ten westen van de oude binnenstad, waarbij de gehele stadsmuur zou worden gesloopt. Dit plan haalde het niet. De Leuvense tuin- en landschapsarchitect Leopold Rosseels kwam in 1880 met een nieuw ontwerp, dat werd goedgekeurd. Leopold Rosseels overleed zelf voor de uitvoering van zijn ontwerp, een taak die daarop werd opgedragen aan zijn broer Liévin Rosseels. Hij legde in 1881–82 het Kronenburgerpark aan net buiten de oude stadswallen, tussen de Parkweg (die speciaal vanwege het park deze nieuwe naam kreeg) en de eveneens nieuwe Kronenburgersingel. Hij werd hierin geadviseerd door bouwmeester Pierre Cuypers, die de Kruittoren restaureerde van 1878–83 en een belangrijkste stempel drukte op de beslissing om de stadsmuur te behouden en in het park op te nemen. De droge verdedigingsgracht werd hierbij omgevormd tot een vijver.

## Rondelen
In het park liggen drie oude waltorens: De Kruittoren, St. Jacobstoren en De Roomse Voet.
De Kruittoren werd in 1425-1426 gebouwd als onderdeel van de tweede stadsomwalling, die op dit punt een hoek maakte. De toren is ongeveer dertig meter hoog. De Kruittoren staat in een overblijfsel van de vroegere stadsgracht.
Op de St. Jacobstoren stond tot 1887 een standaardmolen met de naam 'Sans souci' (Zonder zorg). De gemeente streed zeven jaar met de eigenaar om deze te slopen. In 1887 verloor de molen door een storm een wiek en kon de gemeente voor de aanleg van de Parkweg de molen slopen. De herinnering aan de molen blijft voortleven in een gevelsteen op het hoekpand Parkweg-Van Berchenstraat, vlak bij de toren. Aan de bovenkant daarvan is de molen weergegeven.
Voor het jaar 1527 liep langs de Parkweg een muur. Deze had kantelen en een weergang. Maar toen het kanon opkwam besloot men de muur te verbeteren en de Parkweg te verhogen zodat er een aarden wal achter de muur ontstond. De zogenaamde Roomsche Voet is tegelijk aangelegd. Het plan deze uit te bouwen tot een verdedigingstoren is nooit uitgevoerd. De naam Roomsche Voet duikt voor het eerst op in de archiefstukken uit 1384. Het platform bovenop bood ruimte aan kanonnen en gaf gelegenheid tot flankerend vuur ter bescherming van de eigen stadsmuren.

## Naamgeving

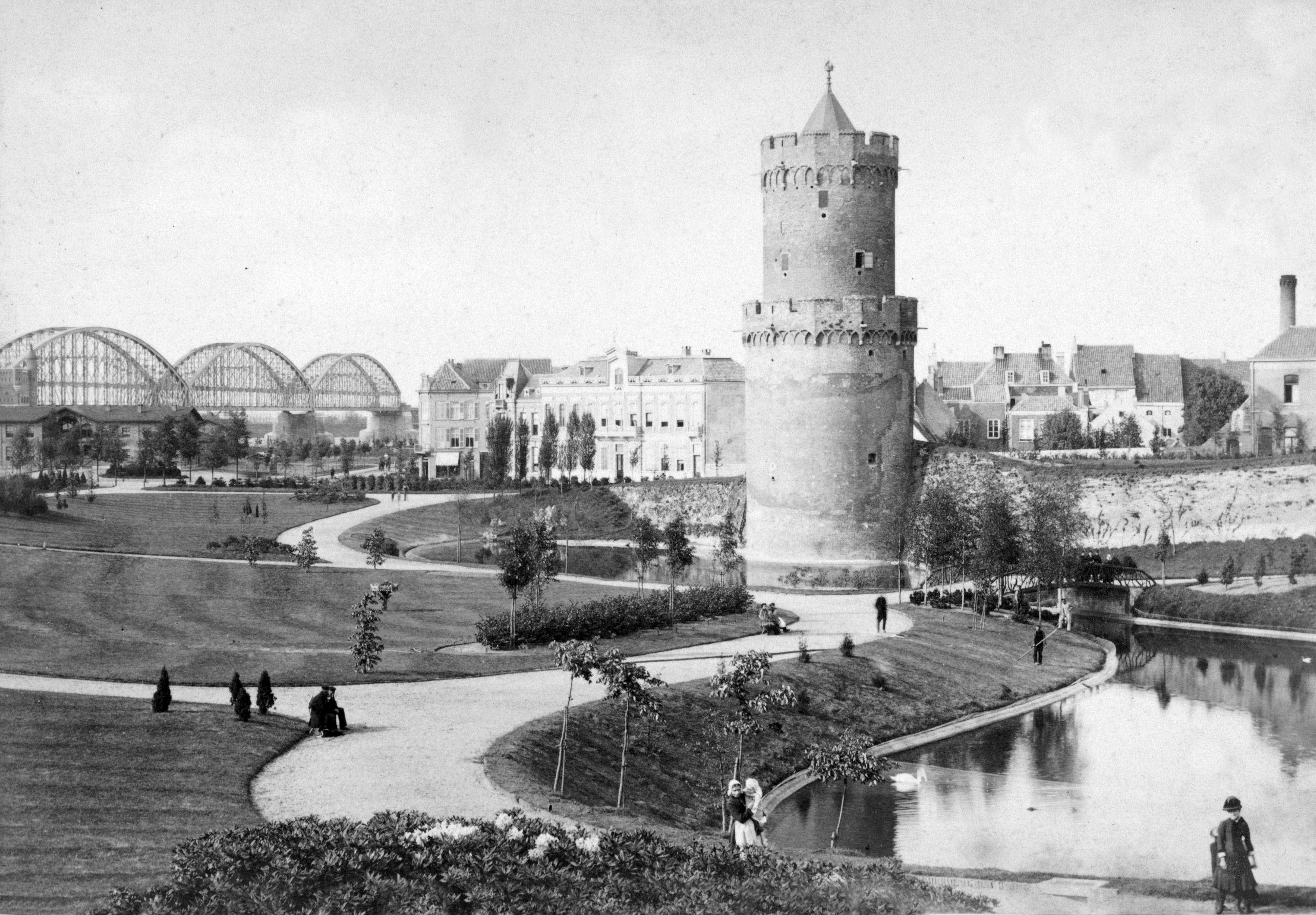
Kronenburgerpark ca. 1885

Het park is vermoedelijk vernoemd naar de kruittoren, die ook wel Kronenburgertoren wordt genoemd. De toren dankt deze naam aan het feit dat de borg (borg betekent versterkte plaats) een kroon had. "Tussen 1425-1428 wordt er bij de Hezelporte weder een nieuwen toren gebouwd. Den naam Cronenborch hoort men voor het eerst in 1511.”
In het park staat een kalkstenen beeld van de Leeuw, die in 1886 werd geschonken door de Nijmeegse verfraaiingsvereniging. Het ontwerp kwam van de hand van Henri Leeuw sr. en zijn zoon Henri Leeuw jr.

## Situering
Beneden in het park bevindt zich een vijver, bestaande uit twee delen gescheiden door een bruggetje. Aan de rand van de vijver is een rotspartij met voorheen een waterval gesitueerd. In de grot achter de waterval bevonden zich sprookjesfiguren.
Boven in het park, aan de voet van de Jacobstoren werd in 1912 een hertenkamp aangelegd. Tegenwoordig bevindt zich hier een kinderboerderij. Hier vormen damherten, landgeiten, pauwen en kippen de vaste bewoners. Daarnaast zijn er, met name in de zomer, ook dieren te gast. Zo waren in 2012 twee ezels te bewonderen, en in 2013 een kleine kudde Ouessant-schapen. Er is een kleine speeltuin voor jonge kinderen. Aan de voet van de Kronenburger toren is een volière. Deze is in 2004 geheel vernieuwd.

## Rijksmonument
Het Kronenburgerpark is een rijksmonument en draagt nummer 522957.

## Trivia
- Het park, bezongen in een liedje van Frank Boeijen onder de titel "Kronenburg Park" (1985), stond bekend als hangplek van prostituees en drugsverslaafden. Na een ingrijpende herindeling heeft het park in 2005 het uiterlijk gekregen van een rustig, modern stadspark.

## Fotogalerij

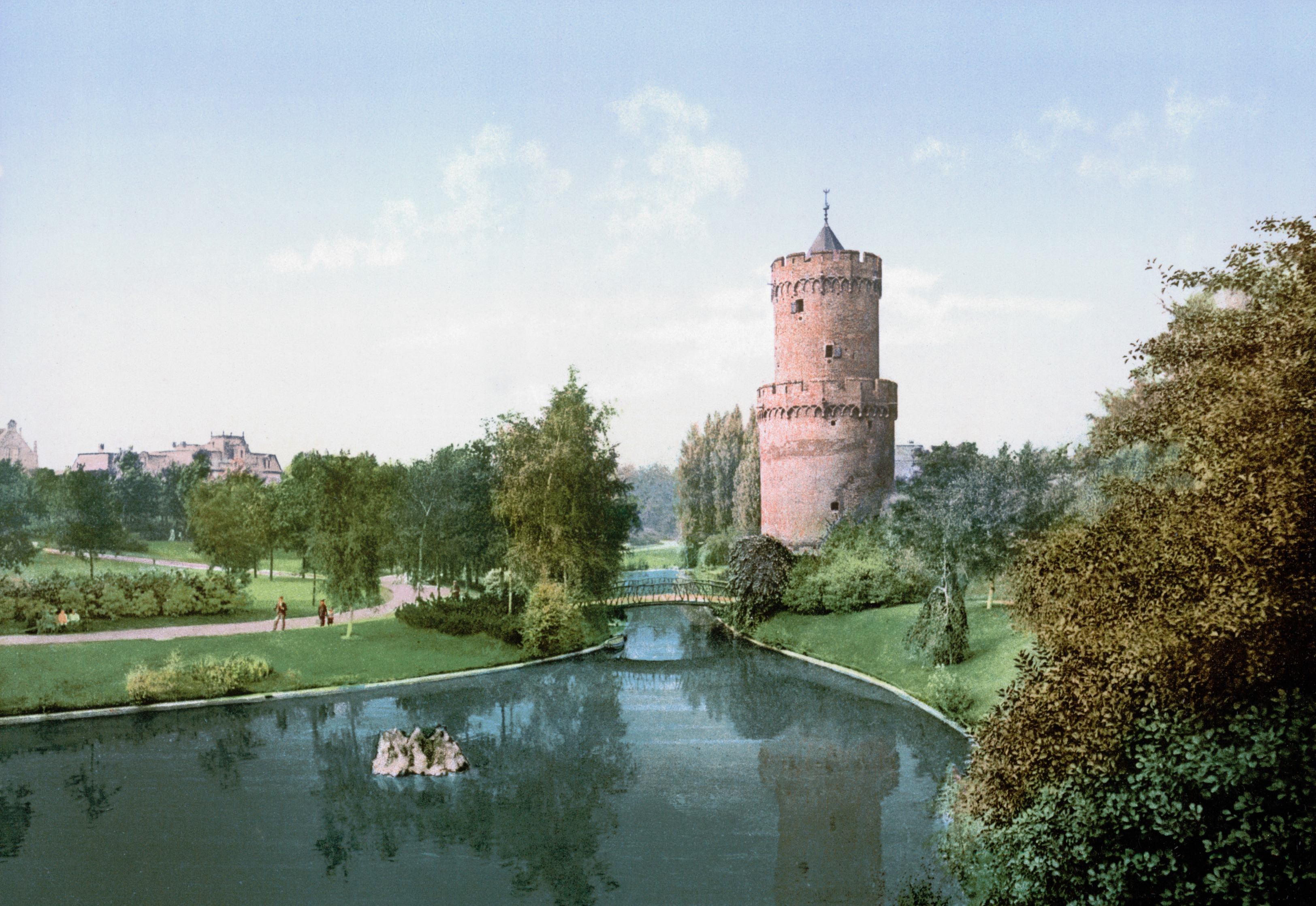
Kronenburgerpark met de Kruittoren rond het jaar 1900
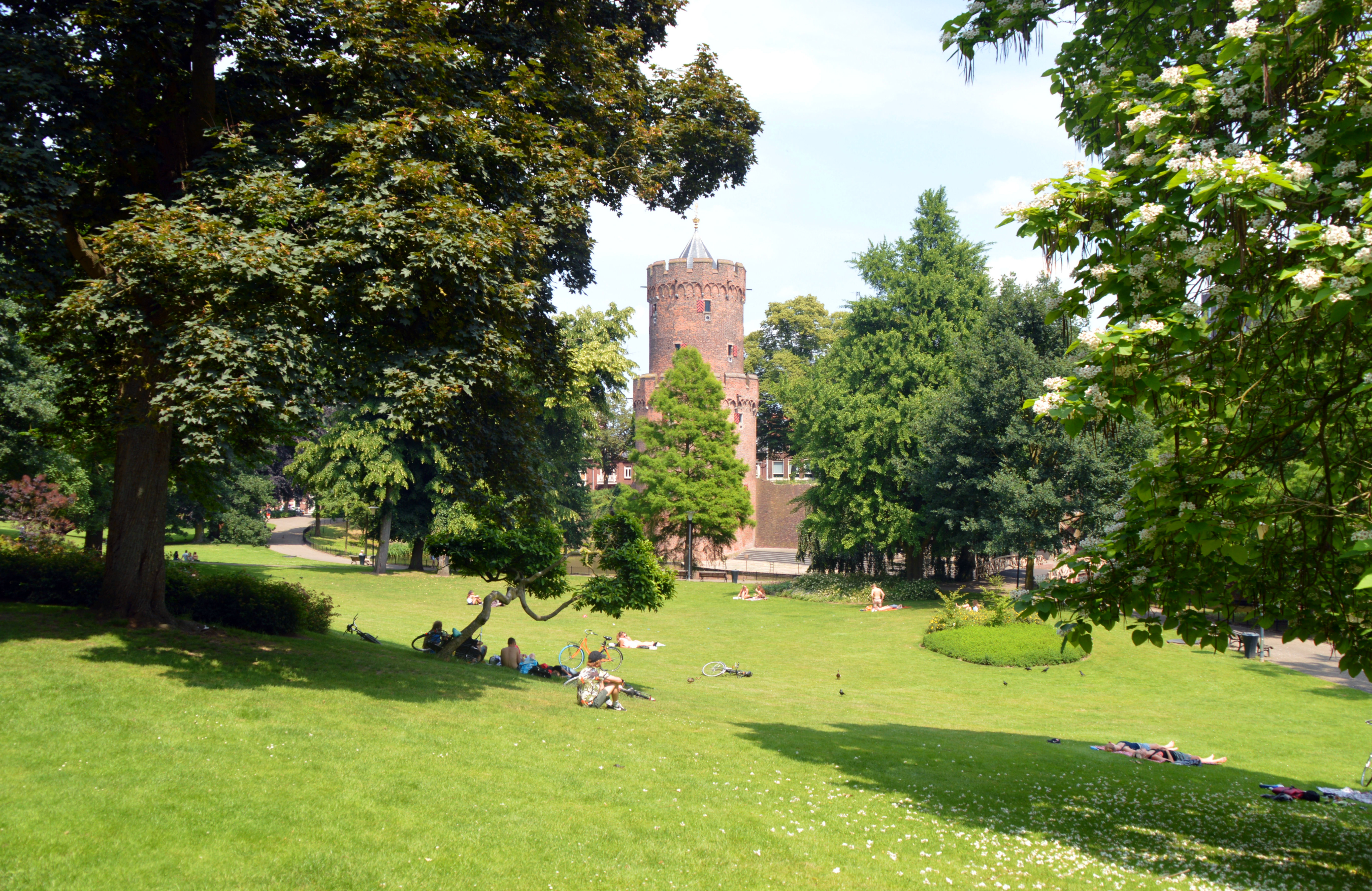
Kronenburgerpark en Kruittoren
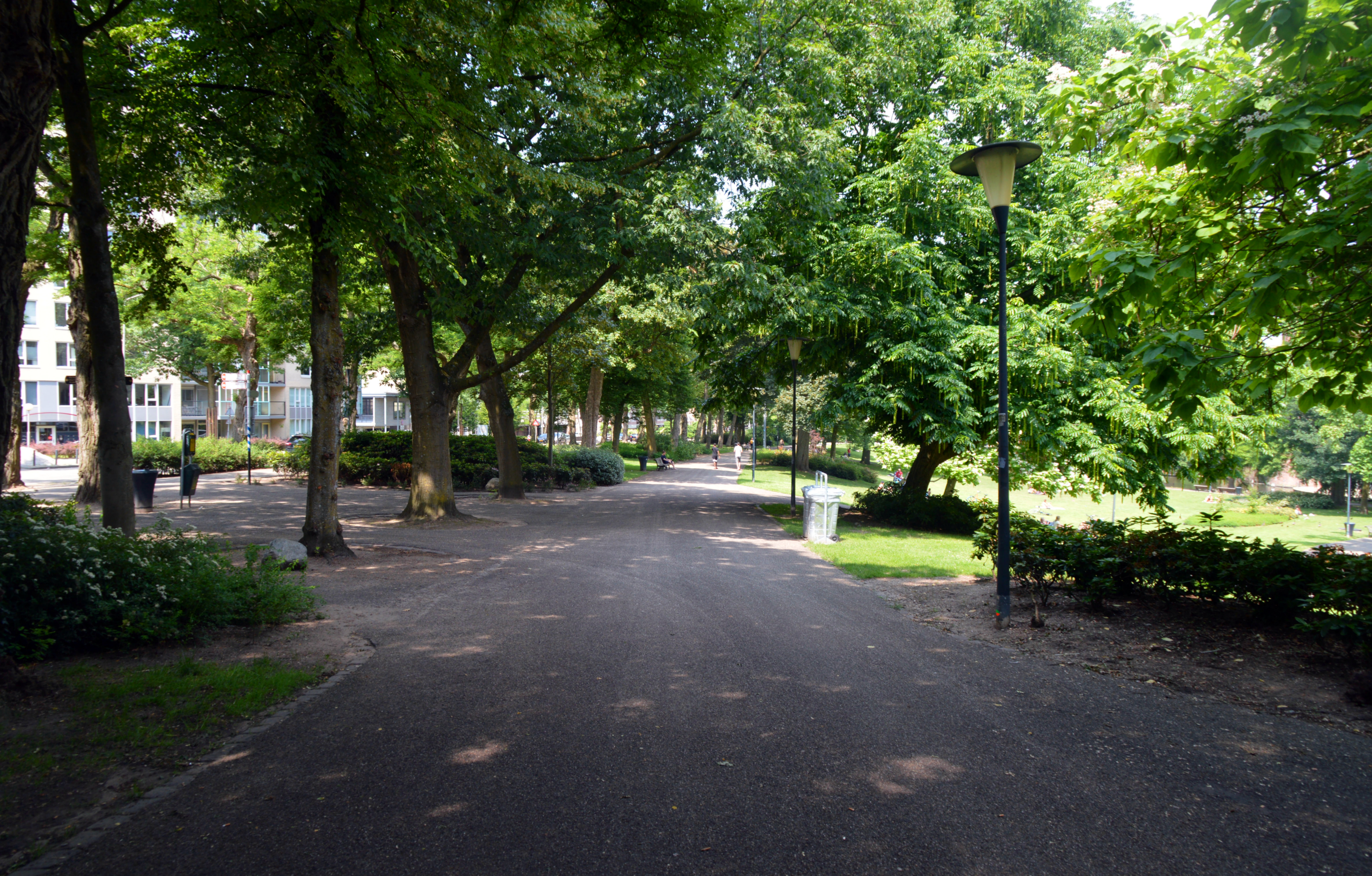
Ingang Kronenburgersingel
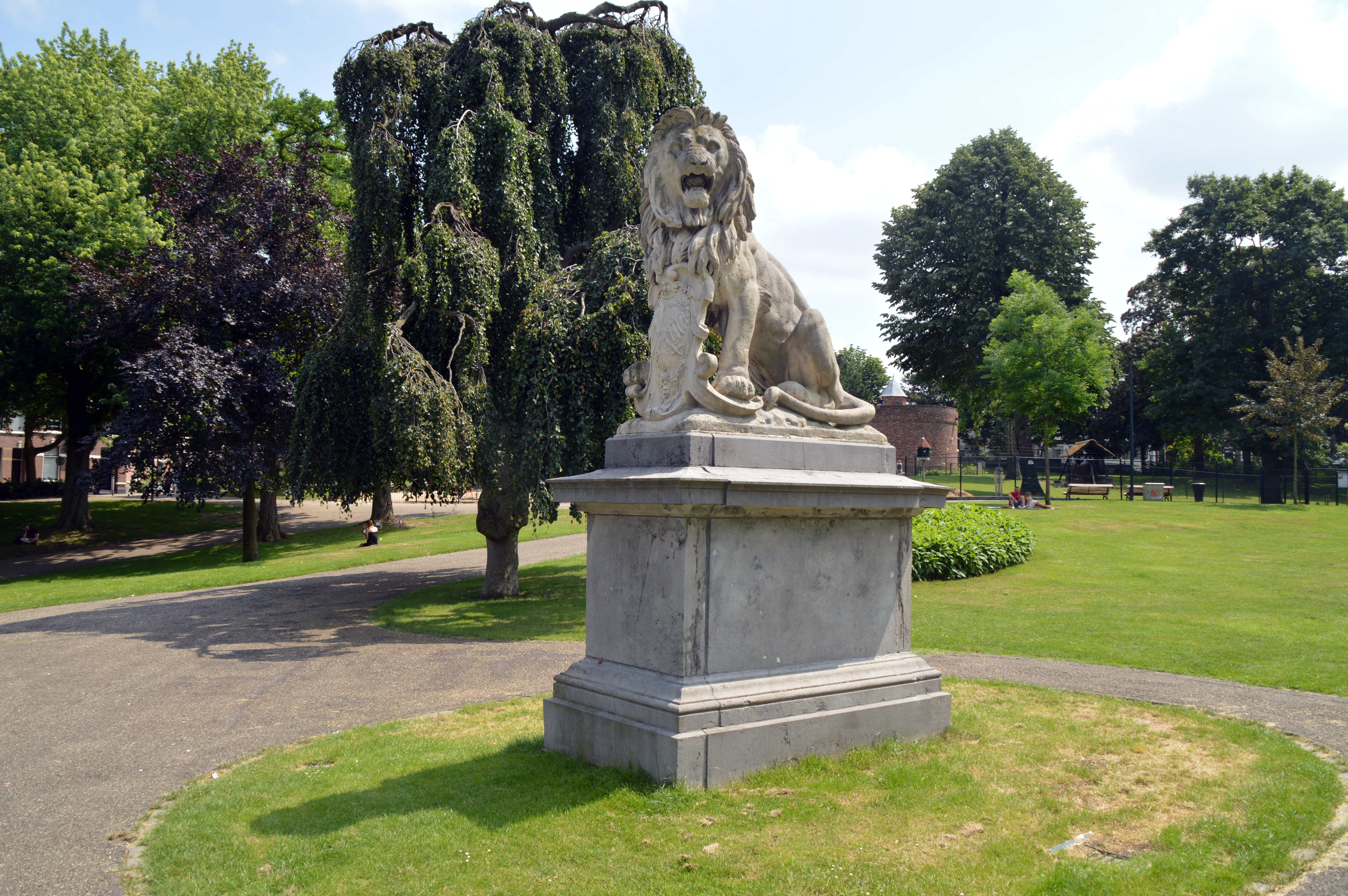
Nijmegen, Leeuw van beeldhouwer Henri Leeuw sr.
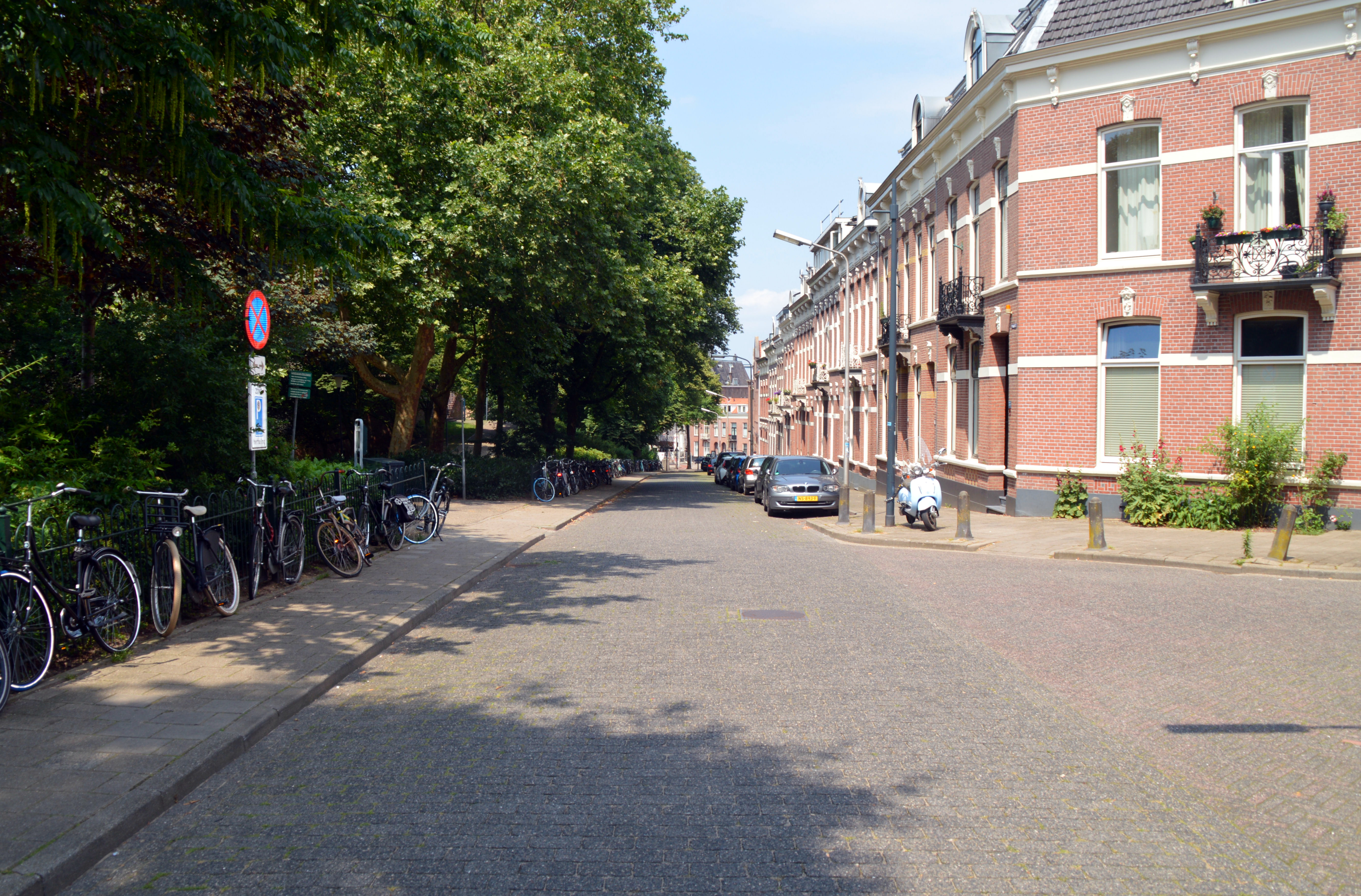
ingang Parkweg
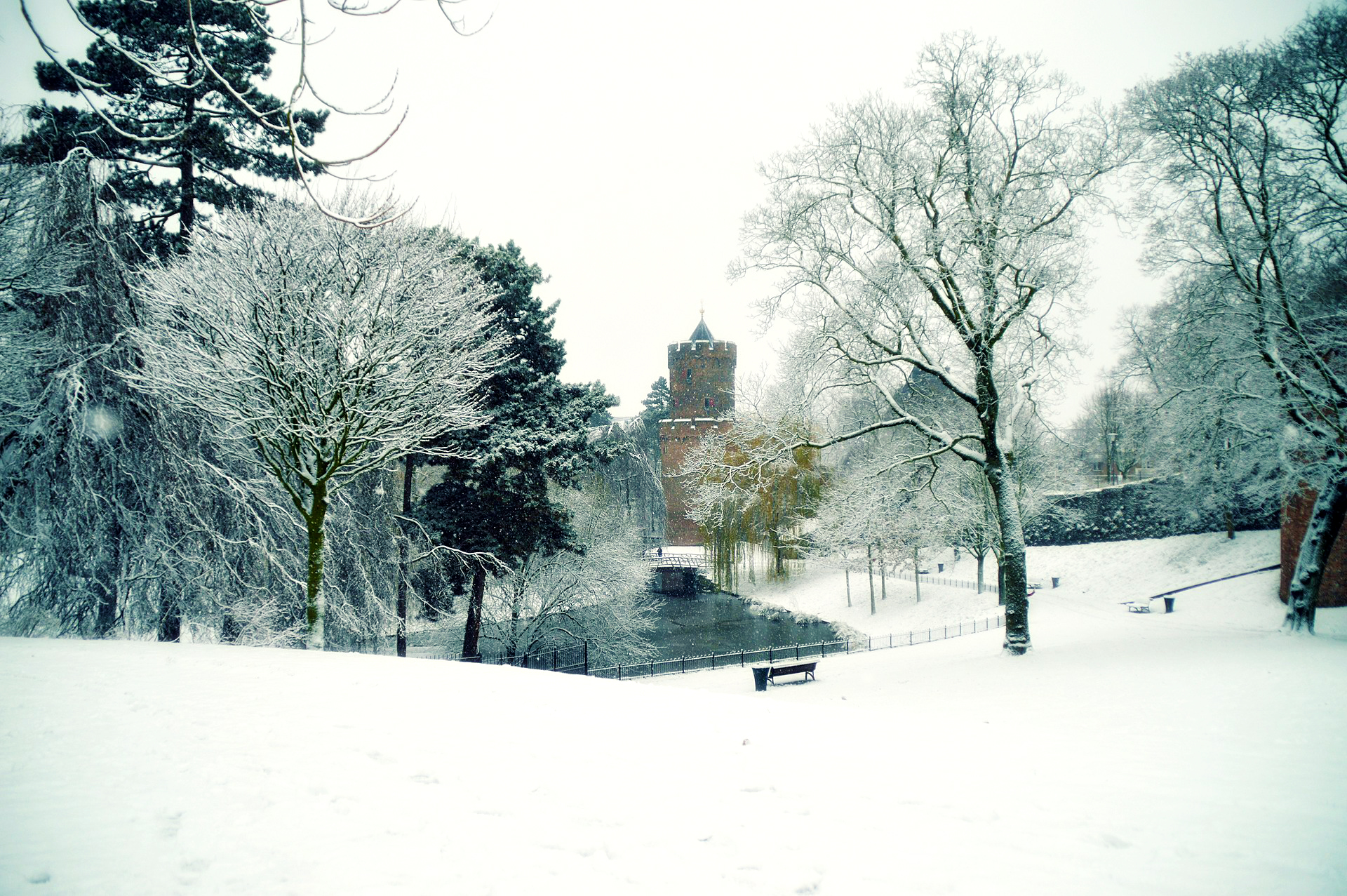
Kronenburgerpark en Kruittoren in de winter
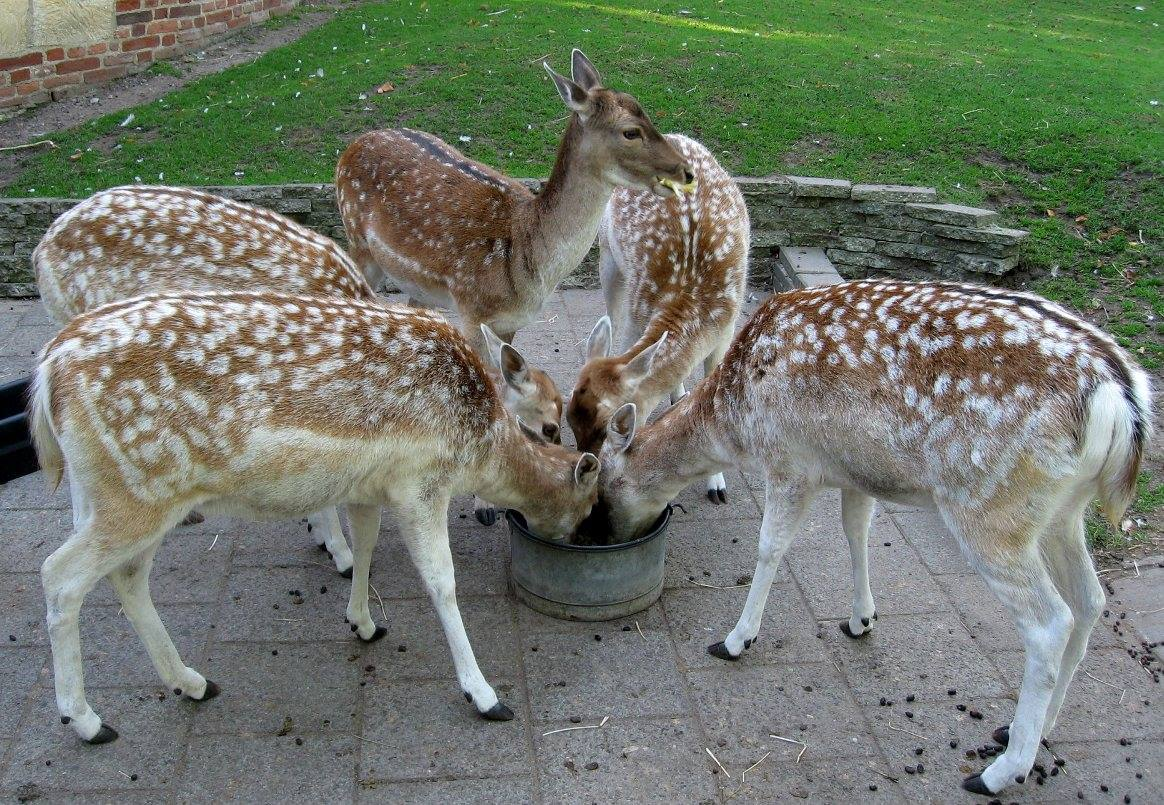
De vijf herten in het dierenpark in 2013
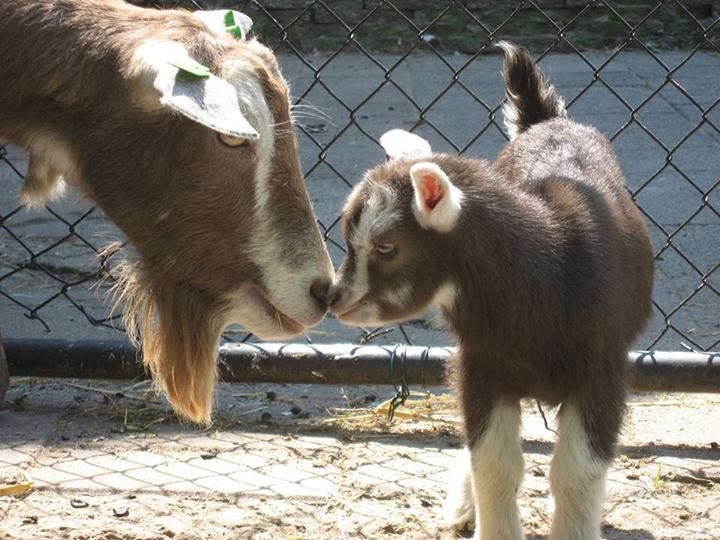
De toggenburgers Framke en haar jonge bokje Bram in 2013
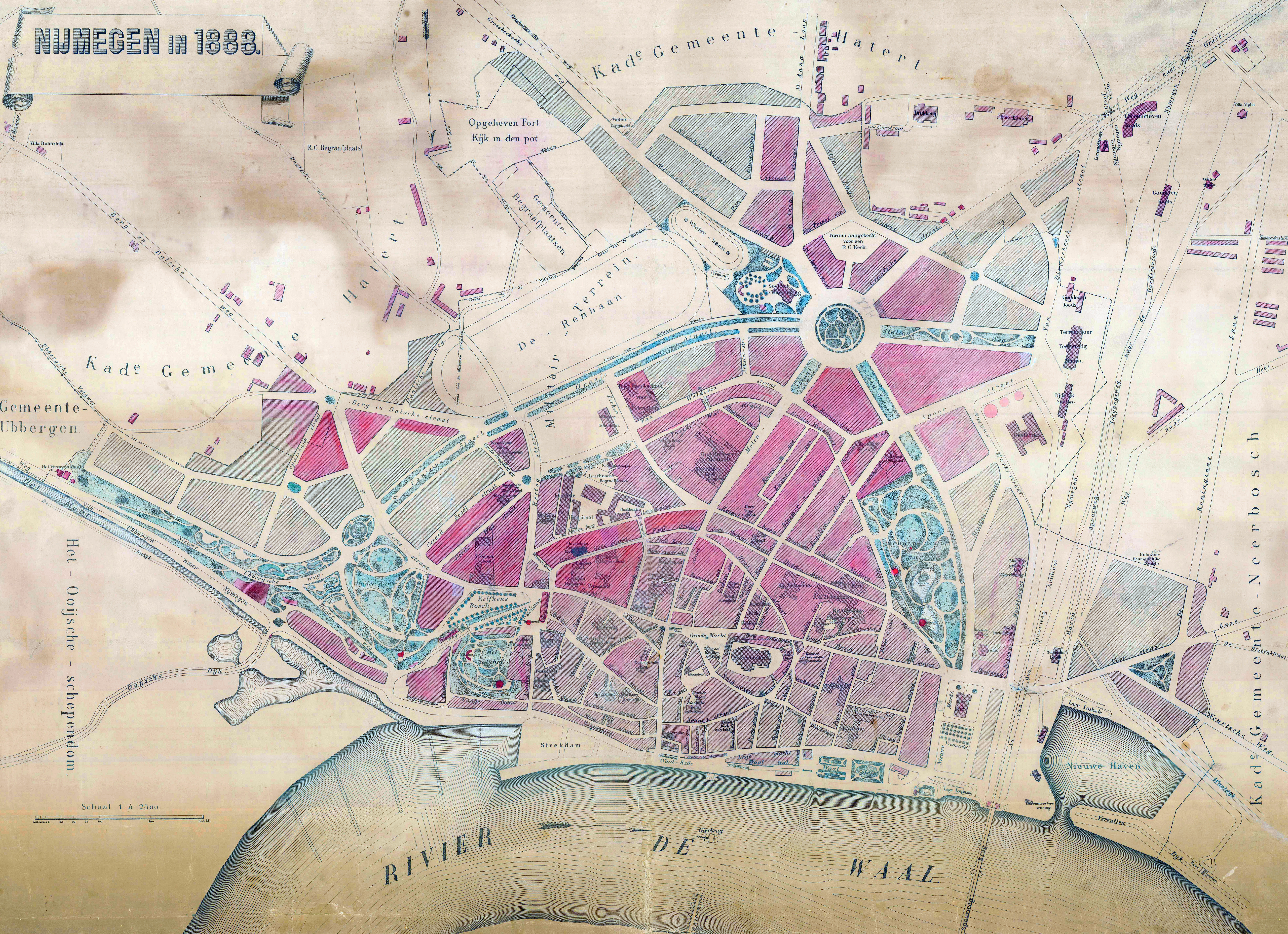
Situering park vlak na de aanleg in 1888
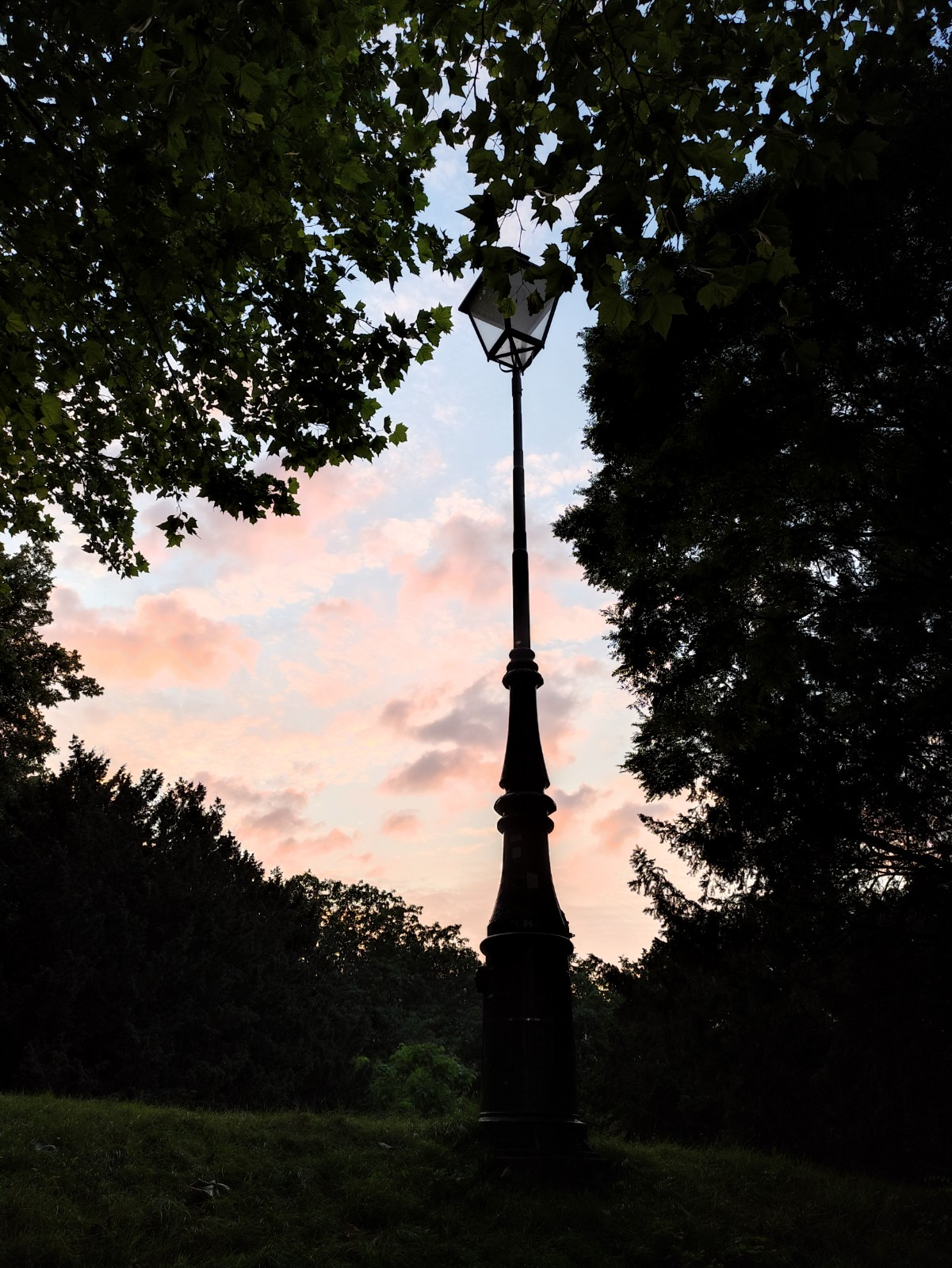
Tuimellantaarn van de elektrische straatverlichting uit 1886